# Sauvagesia oliveirae
Sauvagesia oliveirae är en tvåhjärtbladig växtart som beskrevs av Harley och Giul.. Sauvagesia oliveirae ingår i släktet Sauvagesia och familjen Ochnaceae. Inga underarter finns listade i Catalogue of Life.